# Juan Cazalilla
Juan Cazalilla Aranda (Madrid, 6 de agosto de 1915-22 de julio de 1991) fue un actor de cine español que participó, básicamente en papeles de reparto, en 177 títulos a lo largo de su trayectoria profesional, que abarcó desde la década de 1940 hasta el año 1980.

## Biografía
Hijo de Julio y Dolores, Juan Cazalilla fue funcionario del Ministerio de Marina. Fue juzgado en 1938 por alta traición a la Segunda República española, siendo sobreseída la causa en enero de 1939 al entrar las tropas del Bando nacional en la ciudad de Madrid.

## Filmografía
- Sabela de Cambados (1948)
- La revoltosa (1949)
- Surcos (1951)
- El encuentro (1952)
- Sobresaliente (1953)
- El diablo toca la flauta (1953)
- El seductor de Granada (1953)
- Nubes de verano (1953)
- Agua sangrienta (1954)
- Un día perdido (1954)
- Los peces rojos (1955)
- Encuentro en la ciudad (1956)
- Expreso de Andalucía (1956)
- La gran mentira (1956)
- Los ladrones somos gente honrada (1956)
- Manolo, guardia urbano (1956)
- Tarde de toros (1956)
- Todos somos necesarios (1956)
- El fotogénico (1957)
- El inquilino (1957)
- El Tigre de Chamberí (1957)
- La cenicienta y Ernesto (1957)
- Las muchachas de azul (1957)
- Los ángeles del volante (1957)
- Mensajeros de paz (1957)
- Pasos de angustia (1957)
- Las aeroguapas (1958)
- Muchachas en vacaciones (1958)
- Aquellos tiempos del cuplé (1958)
- Échame la culpa (1958)
- El aprendiz de malo (1958)
- El hincha (1958)
- El puente de la paz (1958)
- Farmacia de guardia (1958)
- Habanera (1958)
- La vida por delante (1958)
- La violetera (1958)
- Las chicas de la Cruz Roja (1958)
- Secretaria para todo (1958)
- Una muchachita de Valladolid (1958)
- Bombas para la paz (1959)
- Carta al cielo (1959)
- Diez fusiles esperan (1959)
- El día de los enamorados (1959)
- El gafe (1959)
- Gayarre (1959)
- Los tramposos (1959)
- Y después del cuplé... (1959)
- Salto a la gloria (1959)
- 091, policía al habla (1960)
- Ama Rosa (1960)
- Amor bajo cero (1960)
- Días de feria (1960)
- El cerro de los locos (1960)
- El vagabundo y la estrella (1960)
- Juanito (1960)
- La corista (1960)
- Labios rojos (1960)
- Las legiones de Cleopatra (1960)
- Los económicamente débiles (1960)
- Melodías de hoy (1960)
- Pasa la tuna (1960)
- Sólo para hombres (1960)
- Trío de damas (1960)
- Un ángel tuvo la culpa (1960)
- Un trono para Cristy (1960)
- Alma aragonesa (1961)
- El coloso de Rodas (1961)
- El pobre García (1961)
- Ella y los veteranos (1961)
- Fantasmas en la casa (1961)
- Fray Escoba (1961)
- La cumparsita (1961)
- Margarita se llama mi amor (1961)
- Rosa de Lima (1961)
- Siempre es domingo (1961)
- Trampa para Catalina (1961)
- Tres de la Cruz Roja (1961)
- Martes y trece (1961)
- Al final de la noche (1962)
- Aprendiendo a morir (1962)
- Atraco a las tres (1962)
- Cupido contrabandista (1962)
- El sheriff terrible (1962)
- Esa pícara pelirroja (1962)
- Fra Diavolo (1962)
- La gran familia (1962)
- Lawrence de Arabia (1962)
- Mi adorable esclava (1962)
- Sabían demasiado (1962)
- Vuelve San Valentín (1962)
- El sol en el espejo (1963)
- Araña negra (1963)
- El escándalo (1963)
- El juego de la verdad (1963)
- Eva 63 (1963)
- Historia de una noche (1963)
- La batalla del domingo (1963)
- La chica del trébol (1963)
- La pandilla de los once (1963)
- Los conquistadores del Pacífico (1963)
- Marisol rumbo a Río (1963)
- Noches de Casablanca (1963)
- Operación: Embajada (1963)
- Una chica casi formal (1963)
- Bienvenido, padre Murray (1964)
- Casi un caballero (1964)
- Cerrado por asesinato (1964)
- Crucero de verano (1964)
- Cuatro balazos (1964)
- El misterio de las naranjas azules (1964)
- El puente de los suspiros (1964)
- El tímido (1964)
- Escuela de enfermeras (1964)
- Héroes del Oeste (1964)
- Los dinamiteros (1964)
- Tengo 17 años (1964)
- Vacaciones para Ivette (1964)
- Los cien caballeros (1964)
- Aquella joven de blanco (1965)
- El cálido verano del Sr. Rodríguez (1965)
- Joaquín Murrieta (1965)
- La familia y... uno más (1965)
- Ninette y un señor de Murcia (1965)
- París-Estambul sin regreso (1965)
- Una pistola para Ringo (1965)
- El salvaje Kurdistán (1965)
- El hombre del Sur (1966)
- El tesoro de Makuba (1966)
- La mujer perdida (1966)
- Mañana de domingo (1966)
- Tres perros locos, locos, locos (1966)
- Joe el implacable (1967)
- Secretísimo (1967)
- Cara a cara (1967)
- El hombre que mató a Billy el Niño (1967)
- Los cuatro budas de Kriminal (1967)
- El hueso (1968)
- Cervantes (1968)
- ¡Dame un poco de amooor...! (1968)
- Long Play (1968)
- Salario para matar (1968)
- Educando a una idiota (1969)
- El taxi de los conflictos (1969)
- Las gatas tienen frío (1969)
- Las joyas del diablo (1969)
- Los pistoleros de Paso Bravo (1969)
- Prisionero en la ciudad (1969)
- Simón Bolívar (1969)
- La última moda (1969)
- Con la música a otra parte (1970)
- Symposium para la paz (1970)
- En un lugar de la Manga (1970)
- Las siete vidas del gato (1970)
- La luz del fin del mundo (1971)
- El vikingo (1972)
- Les Charlots font l'Espagne (1972)
- Los hijos del día y de la noche (1972)
- El ataque de los muertos sin ojos (1973)
- El espanto surge de la tumba (1973)
- La campana del infierno (1973)
- Lo verde empieza en los Pirineos (1973)
- Todos para uno, golpes para todos (1973)
- El amor empieza a medianoche (1974)
- El insólito embarazo de los Martínez (1974)
- Joe y Margherito (1974)
- Una libélula para cada muerto (1974)
- El asesino no está solo (1975)
- El poder del deseo (1975)
- El viento y el león (1975)
- Mi mujer es muy decente, dentro de lo que cabe (1975)
- Chely (1976)
- ¿Quién puede matar a un niño? (1976)
- El perro (1977)
- El hombre que supo amar (1978)
- Tres en raya (1978)
- La patria del rata (1980)